# Neonicholsonia watsonii
Neonicholsonia watsonii ist eine in Zentralamerika vorkommende Palmenart und einziger Vertreter der Gattung Neonicholsonia.

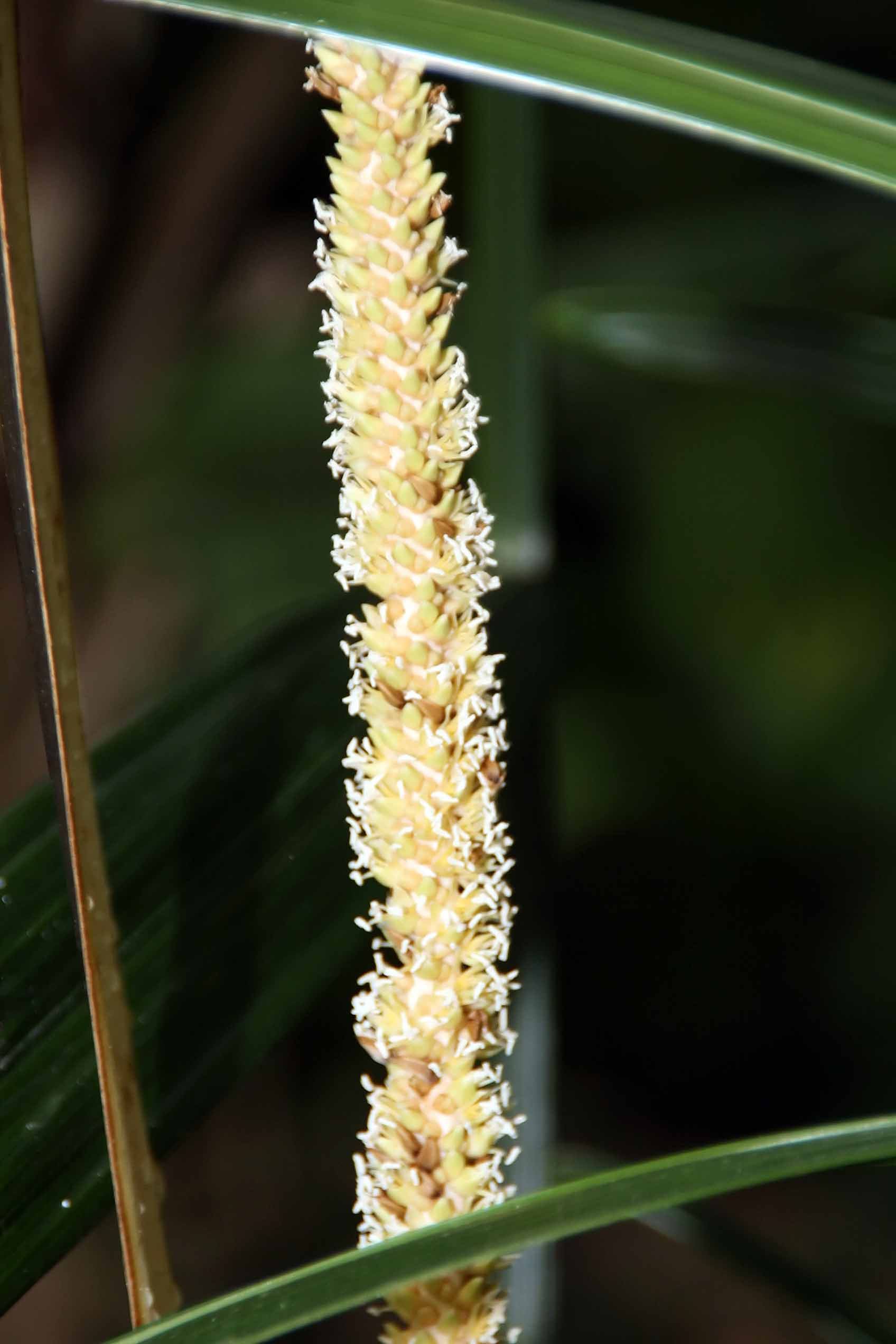
Blüten

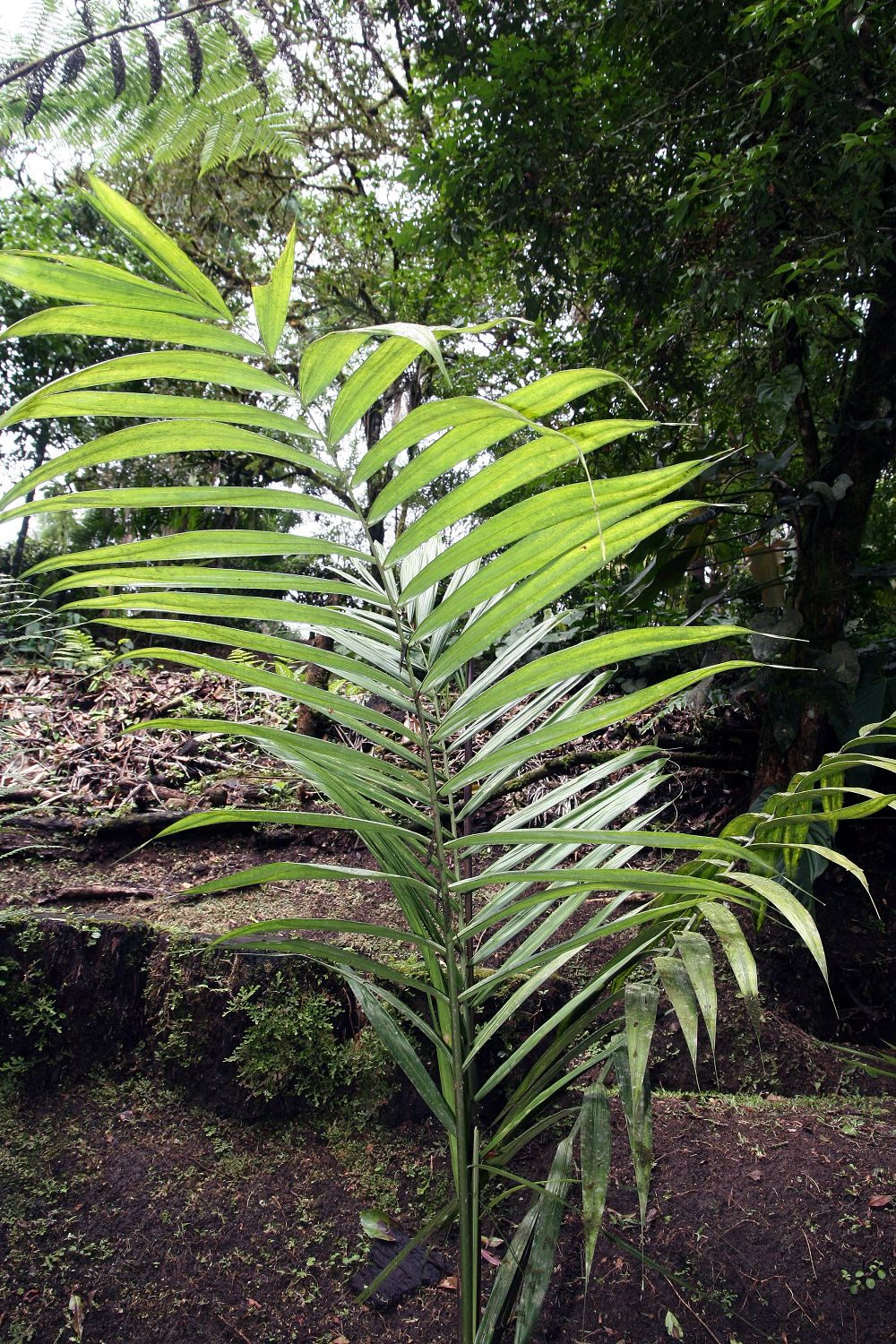
Habitus

## Merkmale
Neonicholsonia ist eine einzelstämmige Palme. Der Stamm ist zum Teil unterirdisch, der oberirdische Teil ist nur kurz: 10 bis 15, selten bis 100 cm. Die Krone besteht aus vier bis neun gefiederten Blättern. Die Blattscheiden sind geschlossen und 20 bis 30 cm lang, bilden aber keinen Kronenschaft. Der Blattstiel ist 0,24 bis 1 m lang, an der Unterseite gerundet, an der Oberseite leicht gefurcht. Die Rhachis ist 1 bis 1,2 m lang. Die Fiederblättchen sind regelmäßig angeordnet, an jeder Seite 11 bis 15, wechselständig, lineal-lanzettlich und mit einer deutlichen Mittelrippe. Schuppen oder Punktierungen an der Unterseite fehlen. Die basalen Fiedern sind 22 bis 37 cm lang, die mittleren 32 bis 49 cm und die Endfieder 17 bis 27 cm. 
Der Blütenstand entspringt zwischen den Blättern und ist zur Knospen-, Blüh- und Fruchtzeit aufrecht. Der Blütenstandsstiel ist 67 bis 98 cm lang bei einem Durchmesser von 0,5 cm; er trägt einige wenige, braune, angedrückten Schuppen. Das Vorblatt ist 18 bis 45 cm lang mit 1,5 bis 2 cm Durchmesser. Das Hochblatt (Spatha) ist 0,7 bis 1 m lang. Eine Blütenstandsachse fehlt, die Seitenachsen sind 27 bis 51 cm lang und mit weißlichen Haaren besetzt. Die Blüten stehen dicht und in Dreiergruppen leicht in die Achsen eingesunken. Im letzten Drittel der Seitenachsen stehen sie nur mehr paarig oder einzeln. 
Die männlichen Blüten sind 4 bis 5 mm lang, ihre Kelchblätter sind zu einer 2 bis 3 mm langen, dreilappigen Cupula verwachsen. Die Kronblätter sind lanzettlich und 4 bis 5 mm lang. Die Staubfäden sind im unteren Bereich verwachsen, distal frei. Drei sind rund 3,5 mm lang, drei 2,5 mm. Die Antheren sind 3 mm lang. Das Stempelrudiment ist dreilappig und 1 bis 2 mm lang. Die weiblichen Blüten sind 4,5 mm lang. Die Kelchblätter sind dreieckig und 3 mm lang, die Kronblätter dreieckig und 4 mm lang. Staminodien fehlen. Das Gynoeceum ist einkammerig und enthält nur eine Samenanlage; diese sitzt basal. 
Die Früchte sind ellipsoidisch-länglich und 0,9 bis 1 cm lang bei einem Durchmesser von 0,5 bis 0,6 cm. Die Reste der Narben befinden sich an der Spitze der Frucht. Das Exokarp ist schwarz. Die Samen sind annähernd kugelig bei einem Durchmesser von rund 5 mm. Das Endosperm ist tief gefurcht. Das Primärblatt ist gefiedert mit einer kurzen Rhachis.

## Verbreitung
Die Art kommt an den atlantischen wie pazifischen Hängen von Honduras (Departamento Gracias a Dios), Nicaragua (Zelaya), Costa Rica (Alajuela, Guanacaste, Puntarenas) und Panama (Chiriquí) vor. Sie wächst im Unterwuchs von Tieflandregenwäldern, vorwiegend in geringer Seehöhe, kommt selten auch bis in 600 m oder höher vor. Sie wächst an den Hängen und Rücken von niedrigen Hügeln.

## Taxonomie und Systematik
Die Gattung Neonicholsonia wird innerhalb der Familie Arecaceae in die Unterfamilie Arecoideae, Tribus Euterpeae gestellt. Eine umfangreiche kladistische Analyse ergab als Schwestergruppe die Gattung Prestoea, allerdings fehlte in dieser Analyse von den Vertretern der Tribus die Gattung Oenocarpus.
Einzige Art der Gattung ist Neonicholsonia watsonii. Art und Gattung wurden 1901 von Carl Lebrecht Udo Dammer in Gardeners' Chronicle Serie 3, Band 30, Seite 178 erstbeschrieben. Der Gattungsname ehrt den englischen Botaniker und Gärtner George Nicholson (1847–1908).

## Belege
- Andrew Henderson, Gloria Galeano: Euterpe, Prestoea, and Neonicholsonia (Palmae: Euterpeinae). In: Flora Neotropica, Band 72, New York Botanical Garden Press, New York 1996, S. 1–90. (JSTOR)